# Kanton Cerizay
Kanton Cerizay is een kanton van het Franse departement Deux-Sèvres. Kanton Cerizay maakt deel uit van het arrondissement Bressuire en telt 26.141 inwoners (2019).

## Gemeenten
Het kanton Cerizay omvatte tot 2014 de volgende 10 gemeenten:
- Bretignolles
- Cerizay (hoofdplaats)
- Cirières
- Combrand
- Courlay
- La Forêt-sur-Sèvre
- Le Pin
- Montravers
- Saint-André-sur-Sèvre
- Saint-Jouin-de-Milly

Na de herindeling van de kantons bij decreet van 18 februari 2014 met uitwerking op 22 maart 2015 omvatte het kanon 23 gemeenten.

Op 1 januari 2019 werden de gemeenten Breuil-Bernard, La Chapelle-Saint-Étienne, Moncoutant, Moutiers-sous-Chantemerle, Pugny en Saint-Jouin-de-Milly samengevoegd tot de fusiegemeente (commune nouvelle) Moncoutant-sur-Sèvre.

Sindsdien omvat het kanton volgende 18 gemeenten:
- L'Absie
- Bretignolles
- Cerizay
- Chanteloup
- La Chapelle-Saint-Laurent
- Cirières
- Clessé
- Combrand
- Courlay
- La Forêt-sur-Sèvre
- Largeasse
- Moncoutant-sur-Sèvre
- Montravers
- Neuvy-Bouin
- Le Pin
- Saint-André-sur-Sèvre
- Saint-Paul-en-Gâtine
- Trayes